# Picot verd del Japó
El picot verd del Japó (Picus awokera) és una espècie d'ocell de la família dels pícids (Picidae) que habita els boscos mixtos i de coníferes a les muntanyes de les illes japoneses de Honshu, Shikoku i Kyushu.